# Božejov
Božejov är en köping i Tjeckien.   Den ligger i regionen Vysočina, i den centrala delen av landet, 100 km sydost om huvudstaden Prag. Božejov ligger 603 meter över havet och antalet invånare är 669.
Terrängen runt Božejov är platt. Runt Božejov är det ganska tätbefolkat, med 65 invånare per kvadratkilometer. Närmaste större samhälle är Pelhřimov, 9,1 km nordost om Božejov. Omgivningarna runt Božejov är en mosaik av jordbruksmark och naturlig växtlighet.